# Тарт Татен
Тарт Татен (фр. Tarte Tatin) — вид французского яблочного пирога «наизнанку», в котором яблоки поджариваются в масле и сахаре перед выпеканием пирога.

## История рецепта
Согласно исследованиям рецепт «Тарт Татен» был придуман в гостинице сестёр Стефани (1838—1917) и Каролины (1847—1911) Татен в Ламотт-Беврон около 1880-х годов. Существует теория, что во время приготовления пирога Стефани забыла сделать форму из теста и выложила карамелизированные яблоки в форму, а затем, чтобы не переделывать, просто покрыла его тестом. Также есть мнение, что кондитер просто уронила пирог и затем собрала его как смогла.
Существуют альтернативные теории, что рецепт перевёрнутого пирога является традиционным для региона Солонь, и Стефани только немного изменила рецепт. Сёстры никогда не называли тарт своим именем и не публиковали кулинарных книг. Особую известность рецепту принёс ресторатор Maxim's, который, попробовав пирог в Ламотт-Бевроне, добавил его в меню своего ресторана. Тарт Татен является фирменным блюдом отеля-ресторана «Татен».
Тарт Татен может быть также приготовлен с грушами, персиками, ананасом, помидорами или овощами, например с баклажанами, луком.